# Portal (Geòrgia)
Portal és una població dels Estats Units a l'estat de Geòrgia. Segons el cens del 2000 tenia 597 habitants.

## Demografia
Segons el cens del 2000, Portal tenia 597 habitants, 232 habitatges, i 167 famílies. La densitat de població era de 132,5 habitants/km².
Dels 232 habitatges en un 31,9% hi vivien nens de menys de 18 anys, en un 58,6% hi vivien parelles casades, en un 9,9% dones solteres, i en un 27,6% no eren unitats familiars. En el 22,8% dels habitatges hi vivien persones soles el 13,4% de les quals corresponia a persones de 65 anys o més que vivien soles. El nombre mitjà de persones vivint en cada habitatge era de 2,57 i el nombre mitjà de persones que vivien en cada família era de 3.
Per edats la població es repartia de la següent manera: un 27,1% tenia menys de 18 anys, un 9% entre 18 i 24, un 26,6% entre 25 i 44, un 21,6% de 45 a 60 i un 15,6% 65 anys o més.
L'edat mediana era de 36 anys. Per cada 100 dones de 18 o més anys hi havia 88,3 homes.
La renda mediana per habitatge era de 30.268 $ i la renda mediana per família de 34.000 $. Els homes tenien una renda mediana de 24.583 $ mentre que les dones 19.375 $. La renda per capita de la població era de 14.514 $. Entorn del 8,2% de les famílies i el 14,4% de la població estaven per davall del llindar de pobresa.

## Poblacions més properes
El següent diagrama mostra les poblacions més properes.